# Столбово (Волховский район)
Столбо́во — деревня в Хваловском сельском поселении Волховского района Ленинградской области.

## История
27 февраля 1617 года в деревне Столбово был подписан Столбовский мирный договор, положивший конец русско-шведской войне 1613—1617 годов.
Столбово было выбрано для подписания мирного договора не сразу. Вначале было выбрано сельцо Горки (двор Ефима Толыпина) на реке Сясь. Но это место оказалось неудобным из-за порогов на реке. Тогда английский посредник переговоров (Джон Мерик) предложил новое место — «имение Василия и Степана». Здесь он планировал сделать свою стоянку. «А шведы, — пишет он, — могут разместиться в версте от этого места… в 37 верстах от Тихвина и Ладоги, на середине пути между ними». Это и было село Столбово.
Здесь построили временные дома и назвали это место Даниловым острожком — по имени князя Мезецкого.
Деревня Столбово упоминается в переписи 1710 года в Никольском Сясьском погосте Заонежской половины Обонежской пятины.
На карте Санкт-Петербургской губернии Ф. Ф. Шуберта 1834 года она обозначена как деревня Столбова.

СТОЛБОВО — деревня принадлежит коллежскому советнику Томилову и господам Вындомским, число жителей по ревизии: 32 м. п., 30 ж. п. (1838 год)

На карте Ф. Ф. Шуберта 1844 года также отмечена деревня Столбова.

СТОЛБОВО — деревня коллежского советника Томилова и господина Вындомского, по просёлочной дороге, число дворов — 18, число душ — 29 м. п. (1856 год)

СТОЛБОВО — деревня владельческая при реке Сяси, число дворов — 3, число жителей: 9 м. п., 9 ж. п.; Часовня православная. (1862 год)

В 1870 году временнообязанные крестьяне деревни выкупили свои земельные наделы у Л. Н. Савельевой и стали собственниками земли.

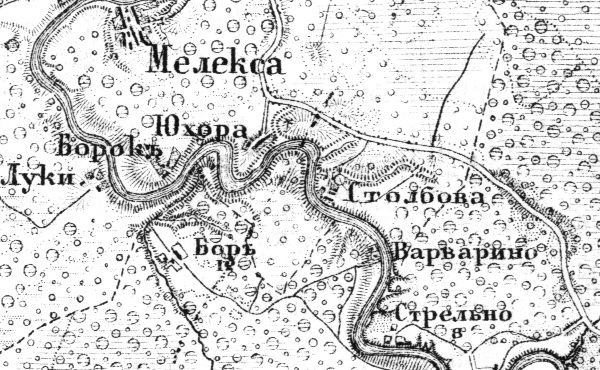
Деревня Столбово на карте 1872 года

В 1872—1873 годах временнообязанные крестьяне выкупили свои земельные наделы у О. А. Томиловой.
Согласно епархиальным сведениям 1899 года деревня относилась к приходу церкви Святой Троицы (ранее Казанская (Николаевская)) Никольско-Сясьского погоста в селе Хвалово.
В конце XIX — начале XX века деревня административно относилась ко 2-му стану Новоладожского уезда Санкт-Петербургской губернии.
С 1917 по 1923 год деревня входила в состав Хваловской волости Новоладожского уезда.
С 1923 года в составе Мелексенского сельсовета Колчановской волости Волховского уезда.
С 1927 года в составе Волховского района.
В 1928 году население деревни составляло 130 человек.
Согласно карте Ленинградской области Северо-западного аэрогеодезического треста ГГУ издания 1932 года деревня насчитывала 14 крестьянских дворов.
По данным 1933 года деревня Столбово входила в состав Мелексинского сельсовета Волховского района.
С 1946 года в составе Новоладожского района.
С 1954 года в составе Хваловского сельсовета.
В 1958 году население деревни составляло 19 человек.
С 1963 года вновь в составе Волховского района.
По данным 1966, 1973 и 1990 годов деревня Столбово также входила в состав Хваловского сельсовета.
В 1997 году в деревне Столбово Хваловской волости проживал 1 человек, в 2002 году — также 1 человек (русский).
В 2007 году в деревне Столбово Хваловского СП — также 1 человек.

## География
Деревня находится в юго-восточной части района на правом берегу реки Сясь, близ автодороги А114 (Вологда — Новая Ладога).
Расстояние до административного центра поселения — 8 км.
Расстояние до ближайшей железнодорожной станции Колчаново — 33 км.

## Демография
| 1862 | 2007 | 2010 | 2017 |
| ---- | ---- | ---- | ---- |
| 18   | ↘1   | ↗9   | ↘2   |

### Национальный состав
Согласно данным Всероссийской переписи населения 2021 года в деревне проживал 1 человек, русский.

## Транспорт
Из Санкт-Петербурга до деревни можно добраться автобусом № 860 Санкт-Петербург — Тихвин, № 867 Санкт-Петербург — Бокситогорск, № 869 Санкт-Петербург — Шугозеро, № 896 Санкт-Петербург — Пикалёво, и другими, маршруты которых проходят по трассе А114 (Вологда — Новая Ладога).

## Достопримечательности
- Часовня Ризоположения (Положения честной ризы Пресвятой Богородицы во Влахерне), деревянная, постройки 1993—2015 годов[27].